# Iryna Koliadenko
Iryna Volodymyrivna Koliadenko (en ucraniano: Ірина Володимирівна Коляденко; Irpín, 28 de agosto de 1998) es una deportista ucraniana que compite en lucha libre.
Participó en dos Juegos Olímpicos de Verano, obteniendo dos medallas, bronce en Tokio 2020 y plata en París 2024, ambas en la categoría de 62 kg.
Ganó dos medallas en el Campeonato Mundial de Lucha, en los años 2019 y 2023, y cinco medallas en el Campeonato Europeo de Lucha entre los años 2020 y 2025.

## Palmarés internacional
| Juegos Olímpicos   | Juegos Olímpicos        | Juegos Olímpicos  | Juegos Olímpicos |
| Año                | Lugar                   | Medalla           | Categoría        |
| ------------------ | ----------------------- | ----------------- | ---------------- |
| 2020               | Tokio (Japón)           | Medalla de bronce | 62 kg            |
| 2024               | París (Francia)         | Medalla de plata  | 62 kg            |
| Campeonato Mundial |                         |                   |                  |
| Año                | Lugar                   | Medalla           | Categoría        |
| 2019               | Nursultán (Kazajistán)  | Medalla de plata  | 65 kg            |
| 2023               | Belgrado (Serbia)       | Medalla de bronce | 62 kg            |
| Campeonato Europeo |                         |                   |                  |
| Año                | Lugar                   | Medalla           | Categoría        |
| 2020               | Roma (Italia)           | Medalla de bronce | 65 kg            |
| 2021               | Varsovia (Polonia)      | Medalla de oro    | 62 kg            |
| 2023               | Zagreb (Croacia)        | Medalla de oro    | 62 kg            |
| 2024               | Bucarest (Rumania)      | Medalla de oro    | 65 kg            |
| 2025               | Bratislava (Eslovaquia) | Medalla de bronce | 65 kg            |